# Atoconeura kenya
Atoconeura kenya là một loài chuồn chuồn ngô thuộc họ Libellulidae. Nó được tìm thấy ở Kenya, Tanzania, và Uganda. Môi trường sống tự nhiên của chúng là rừng ẩm vùng đất thấp nhiệt đới hoặc cận nhiệt đới, vùng núi ẩm nhiệt đới hoặc cận nhiệt đới, và sông ngòi. Nó bị đe dọa do mất môi trường sống.